# Tante-Emma-Laden
Tante-Emma-Laden, regional auch Krämer und veraltet Höker (noch in Verwendung im umgangssprachlichen verhökern), ist eine in Deutschland und der Schweiz seit der Nachkriegszeit gebräuchliche umgangssprachliche Bezeichnung für ein kleines Einzelhandelsgeschäft, das Lebensmittel und weitere Artikel des täglichen Bedarfs anbietet. In Österreich entspricht dem der Begriff Greißler. Bezeichnend ist, dass der Laden oft so klein ist, dass nur eine Person, häufig die Ladenbesitzerin persönlich – die namensgebende „Tante Emma“ –, dort arbeitet.

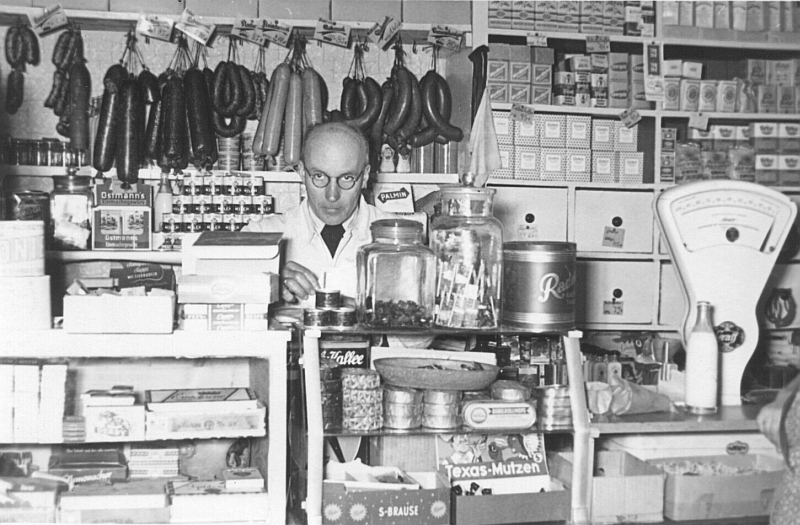
Lebensmittelladen, 1950er Jahre

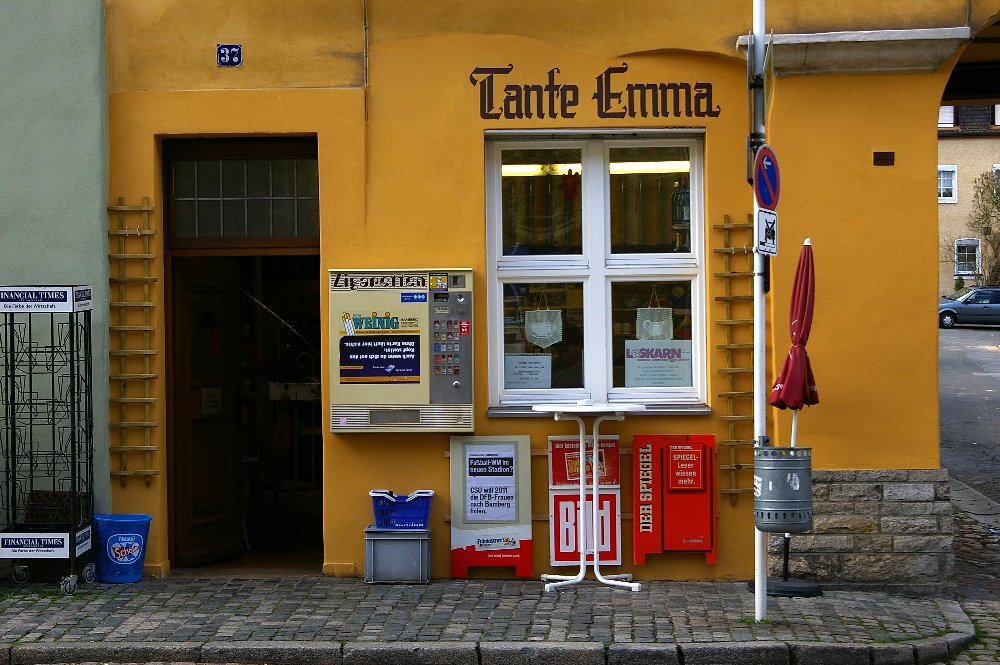
Tante-Emma-Laden, 2007

## Geschichte

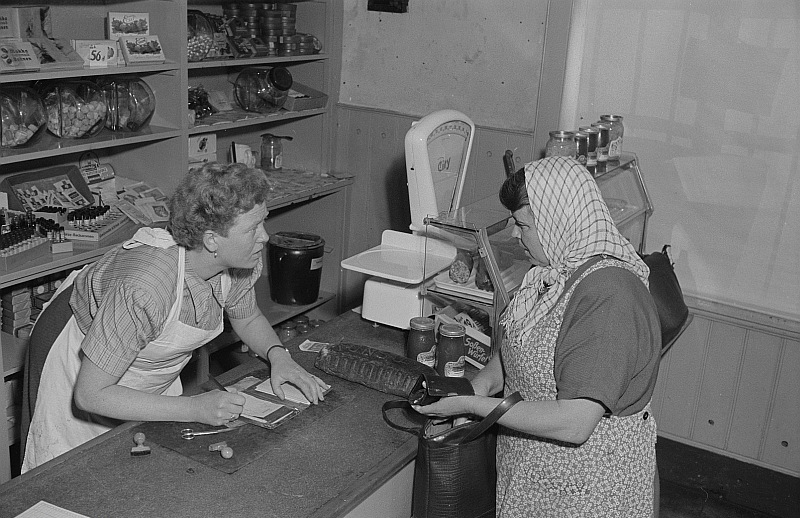
Typische „Tante Emma“, 1953

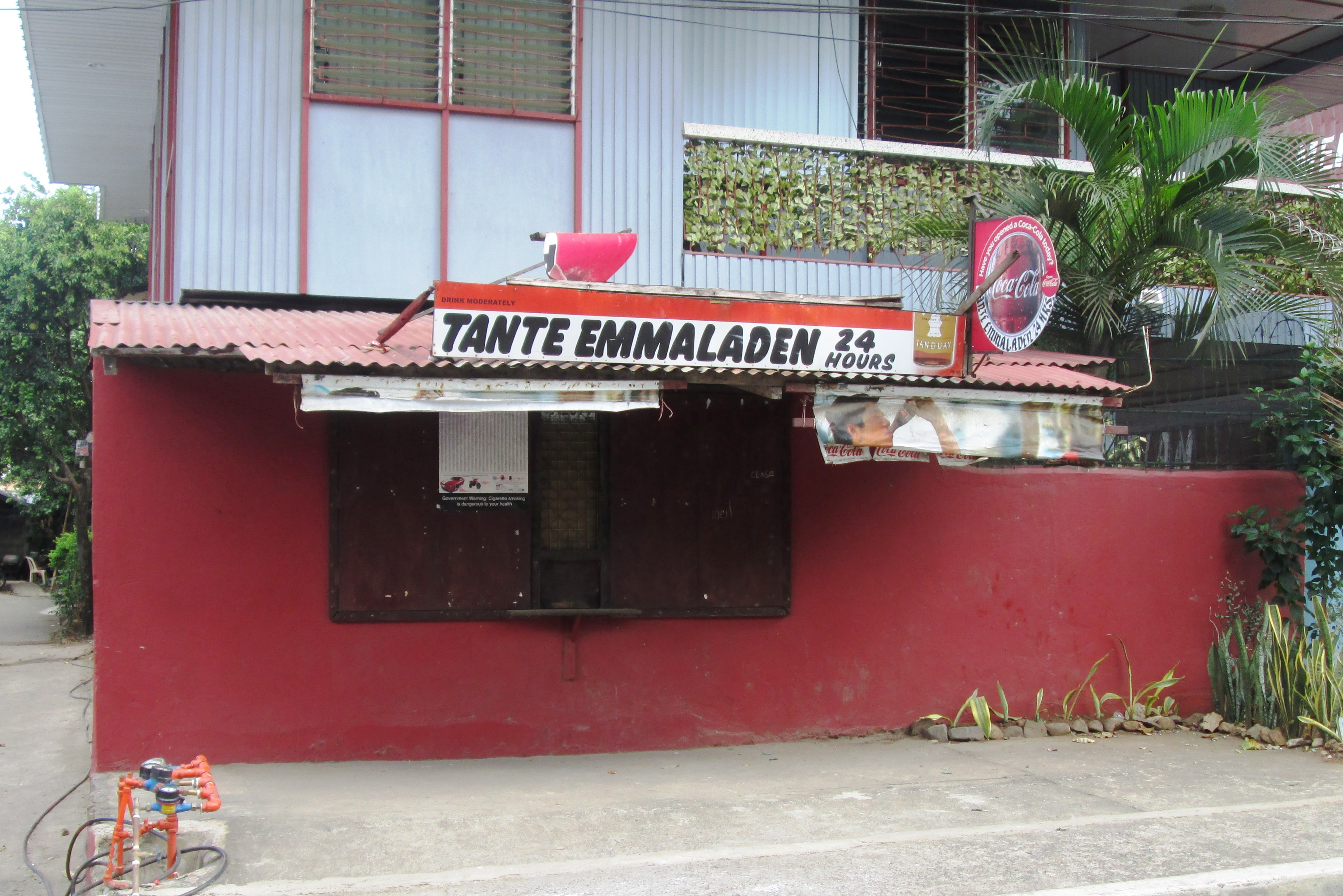
„Tante Emmaladen“ (sic) in Puerto Princesa (Philippinen), 2013

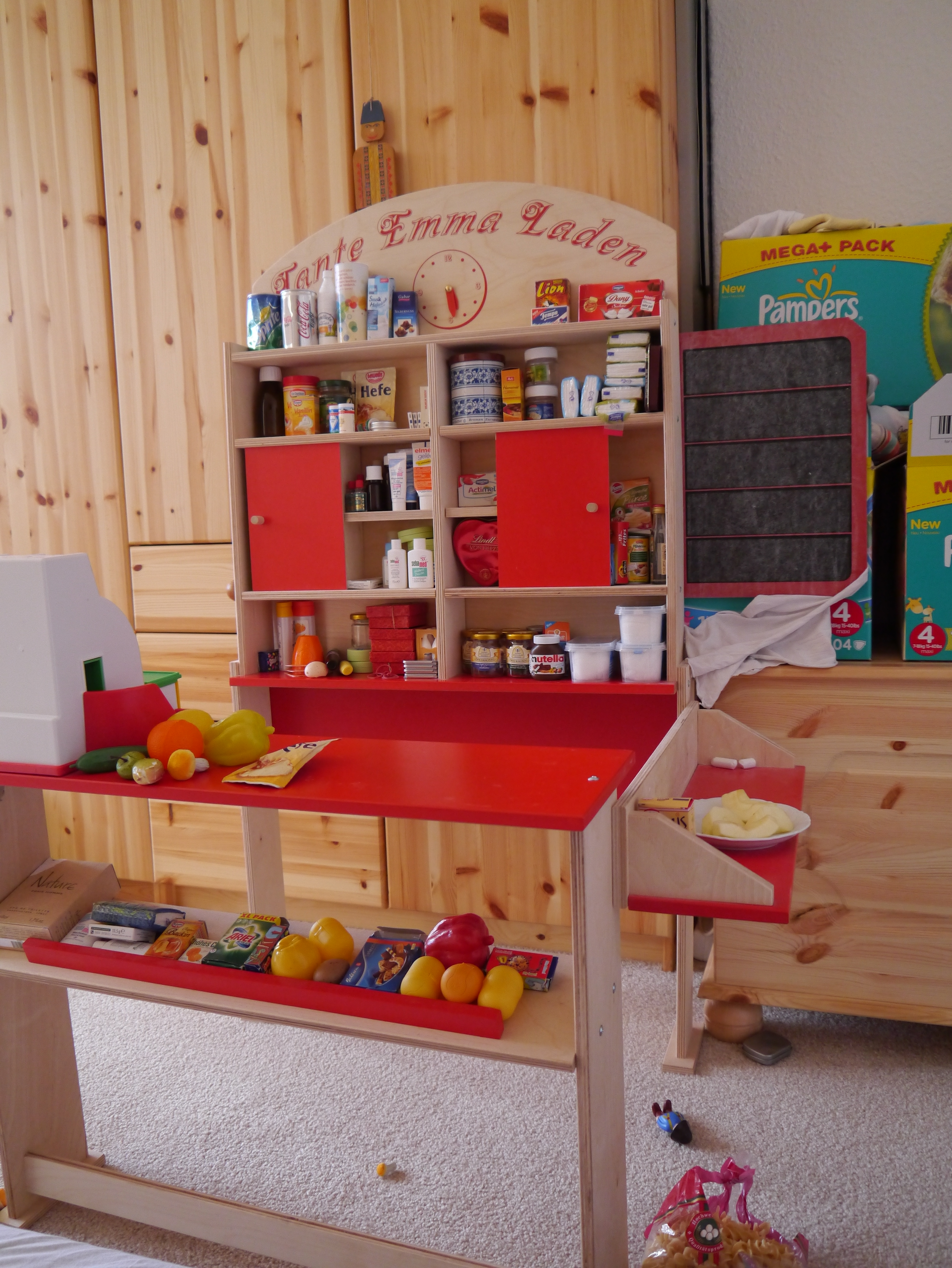
Kinder-Kaufmannsladen „Tante Emma Laden“ [sic], 2014

Überwiegend als Anbieter von Backwaren und anderen Lebensmitteln bzw. Kolonialwaren (woher sich auch der lange Zeit noch verwendete Begriff Kolonialwarenladen herleitete), aber auch anderen Produkten für den täglichen Bedarf (Haushaltswaren, Textilien, Kurzwaren, Schreibwaren usw.) sorgten sie früher häufig für die lokale Warenversorgung der Bevölkerung. Übliche Elemente persönlicher Kundenbindung waren unter anderem Einkauf „auf Anschreiben“, Rabattmarken-Hefte, Gratiszugaben und Warenproben, Hauslieferungen, Reservierungen und Sonderbestellungen auf Kundenwunsch, Zusammenstellung von Geschenkkörben, Aufschnittplatten usw. Kinder wurden stets mit einer kleinen Aufmerksamkeit bedacht. Häufig befand sich auch die Wohnung des Inhabers unmittelbar hinter oder über dem Ladengeschäft, so dass ein verspäteter Kunde nach Ladenschluss auch einfach an der Wohnungstür klingeln und (eigentlich unerlaubt) doch noch etwas kaufen konnte. Mit dem gesetzlichen Verbot der Preisbindung ab 1974 und dem Siegeszug der Discounter war der Niedergang dieser Verkaufskultur endgültig besiegelt.
Heute gilt der nostalgische Begriff Tante-Emma-Laden als Synonym für eine (noch) intakte persönliche Beziehung und Dienstleistungsbereitschaft zwischen dem lokalen Händler und seinen Kunden, ganz im Gegensatz zu anonymen Discountern, Kaufhäusern mit Selbstbedienung, Supermärkten, Einkaufszentren, Kettengeschäfte in Einkaufspassagen oder Warenhäusern.
Besonders im ländlichen Raum dienen die Tante-Emma-Läden noch immer der Nahversorgung mit Lebensmitteln. Initiativen von (meist mittelständischen) Lebensmittelgroßhandlungen führen in einigen Regionen teilweise zur Renaissance von Tante-Emma-Geschäften. Bis 2005 führte die österreichische REWE-Tochter Billa kleinere Lebensmittelläden unter dem Namen „Emma“.
Seit den 1980er Jahren werden die klassischen Tante-Emma-Läden in Deutschland von Lebensmittelläden abgelöst, die von Immigranten betrieben werden. Heutzutage betreiben viele Einwanderer aus der Türkei kleine familiäre Läden, die an Tante-Emma-Läden erinnern. Sie werden mit einem Augenzwinkern „Onkel-Mehmet-Läden“ genannt. Vor allem in den letzten Jahren haben diese Gewerbetreibenden eine bedeutende Rolle in der Nahversorgung der Bevölkerung in manchen Stadtteilen übernommen.
Zur Sicherung der Nahversorgung werden in manchen Orten Dorfläden eingerichtet. In manchen Gemeinden etablieren sich allmählich genossenschaftliche Modelle, so zum Beispiel in Düren und Barmen. Auch von privatwirtschaftlicher Seite gibt es mittlerweile Wiederbelebungsversuche des Tante-Emma-Prinzips. So eröffnete im Oktober 2011 in Düsseldorf ein Tante-Emma-Laden mit dem Namen „Emmas Enkel“, der das typische Ladenlokal nostalgisch inszeniert und zugleich mit einem Online-Shop und Bringdienst verbindet. Dieser Laden wurde im Jahr 2016 wieder geschlossen. In Jagsthausen wurde im Sommer 2012 ein genossenschaftlich finanzierter „Tante-Emma-Laden“ eröffnet, der mindestens bis ins Jahr 2018 wirtschaftlichen und kommunalpolitischen Erfolg vorweisen konnte.
Miniaturisierte Nachbildungen von Tante-Emma-Läden sind heute noch als Kinderspielzeug beliebt und werden „Kaufladen“ genannt. In vielen Freilicht- oder Heimatmuseen sind historische Tante-Emma-Läden ausgestellt.
1976 veröffentlichte Udo Jürgens das Lied „Tante Emma“ (Im Tante-Emma-Laden, um die Ecke vis-à-vis), das sich fast ein Vierteljahr in den Charts hielt und die persönliche Kundenbindung der „Kälte“ der Discounter gegenüberstellt. Auch in der Literatur oder in Filmen sind Tante-Emma-Läden häufig Schauplatz, etwa im Roman Die Blechtrommel von Günter Grass und der gleichnamigen Verfilmung.

## Begriffsherkunft
Im Brockhaus Wahrig steht unter Tante-Emma-Laden: „Kleines Einzelhandelsgeschäft; die Zahl der Tante-Emma-Läden ist weiter zurückgegangen [nach dem früher häufigen Namen Emma; Tante Emma, die einfache Durchschnittsfrau, zu der man als Nachbar noch ein persönliches Verhältnis hat, als Kontrast zu den unpersönlichen Selbstbedienungsläden und Supermärkten]“.
Früher war Emma – wie Minna – eine geläufige Bezeichnung für Dienstmädchen. Heinz Küpper verzeichnet den „Tante-Anna-Laden“. Das Wort „Tante“ wird mehrfach übertragen gebraucht, etwa für „(ältere) weibliche Person“, und es ist jugend- und kindersprachlich üblich. Küpper datiert seine Belege für Tante-Anna- bzw. Tante-Emma-Laden mit 1950 ff. und 1955 ff. Auch „Tante Emma“ mit der Bedeutung „Inhaberin eines kleinen Einzelhandelsgeschäfts“ stammt nach seinen Belegen aus der Nachkriegszeit. Es war damals eine abwertende Bezeichnung der klassischen Einzelhändler für die Nebenerwerbsgeschäfte, die infolge von Nachkriegsnöten mehrheitlich von Frauen betrieben wurden. Aufgrund des eingeschränkten Warenangebots hatten die Tante-Emma-Läden eine günstigere Kostenstruktur und entzogen den Vollkaufleuten wichtigen Umsatz.